# Феодосий (Погорский)
Архиепископ Феодосий (в миру Дмитрий Михайлович Погорский; 19 октября [1 ноября] 1909, Брусилов, Киевская губерния — 3 мая 1975, Уфа) — епископ Русской православной церкви, архиепископ Уфимский и Стерлитамакский.

## Биография
Происходил из духовного звания.
В 1926 году окончил Профмехтехшколу.
С 1926 года исполнял обязанности нештатного псаломщика в Рождествено-Богородичном храме в местечке Ильинцы Винницкой области.
С 1927 по 1929 годы нерегулярно учился в обновленческой Киевской Высшей богословской школе как вольнослушатель.
С 1930 по 1941 годы состоял на государственной службе, работал в разных учреждениях гор. Киева.
В 1940 году заочно окончил Московский плановый институт.
В автобиографии писал: «23 июня 1941 года был призван в ряды Красной Армии как рядовой солдат, был на фронте и при попытке вырваться из вражеского окружения был ранен в бою и 8 августа 1941 года попал в плен, откуда 16 августа убежал. В это время моя семья эвакуировалась в Грузию. 10 марта 1942 году был рукоположен в сан священника к соборной церкви города Умань Киевской области, но не смог приступить к исполнению своих обязанностей из-за противодействия украинских автокефалистов».
С 1942 по 1945 годы — настоятель Иоанно-Богословской церкви села Текуча Ладыженского района Киевской области.
С 1945 по 1949 годы — настоятель Александро-Невской церкви Киева и одновременно в 1948—1949 годах исполнял обязанности классного наставника Киевской духовной семинарии.
С 1954 по 1957 годы — настоятель Князь-Владимирской церкви в посёлке Лисий Нос в городе Ленинграде.
В 1956 году окончил по заочному сектору Ленинградскую духовную академию со степенью кандидата богословия.
26 июля 1957 года назначен ректором Саратовской духовной семинарии; в августе 1957 года был пострижен в монашество в Успенском монастыре в Одессе и возведен в сан архимандрита в Одесском Успенском соборе.
22 июня 1958 года в Преображенском храме города Москвы хиротонисан во епископа Калининского и Кашинского. Чин хиротонии совершали: митрополит Крутицкий и Коломенский Николай (Ярушевич), архиепископ Можайский Макарий (Даев) и епископ Полтавский (на покое) Серафим (Шарапов).
С 22 марта 1960 года епископ Пензенский и Саранский.
При нём в Пензенской области, по мнению уполномоченного Совета по делам религий Попова С. С., наблюдалась некоторая активизация в службе православного духовенства: «… Этот властолюбивый, грамотный, активный и настойчивый церковник немало предпринимает усилий для увеличения влияния церквей на население. Феодосий насаждает среди духовенства жёсткую дисциплину, строго взыскивает с духовенства за нерадивое отношение к службе и допущение аморальных проступков, поощряя в то же время служителей культа, проявляющих рвение в церковной службе. Часто выезжает по приходам для проведения архиерейских, а также с целью проверки и наведению порядка в церкви» [4, л. 41]. Архиепископ Феодосий призывал духовенство читать антирелигиозные статьи, знать слабые стороны антирелигиозной пропаганды и давать отповедь атеистам. Сам епископ Феодосий регулярно читал журналы «Коммунист», «Вопросы истории», «Школа и жизнь», «Наука и религия» и т. д.
25 февраля 1964 года возведён в сан архиепископа и награждён правом ношения креста на клобуке.
В 1965 году подписал Обращение, составленное архиепископом Ермогеном (Голубевым) на имя патриарха Алексия I. Свою подпись под «Обращением», несмотря на давление, снять отказался. В июле 1966 года патриарх призвал епархиальных архиереев высказать свое мнение об апелляции на запрет в служении за письмо с критикой положения в Русской православной церкви Глеба Якунина и Николая Эшлимана. Архиепископ Феодосий обратился «с почтительнейшим прошением о помиловании запрещенных священников», так как хотя несмотря на их вину «несправедливых упреках, в недопустимо дерзком обличительном тоне их письменных обращений, оскорбительной и бестактной форме выражения своих мнений и в некотором самомнении в деле отстаивания правды Церковной», все же ими двигали благие побуждения.
Архиепископ Феодосий по отзыву местного уполномоченного по делам религий «развернул через духовенство широкую пропаганду религиозного вероучения среди верующих во время богослужения», и, если первое время часть священнослужителей уклонялась от этого, ссылаясь на старость, малограмотность и неопытность в данном деле, то к концу 1960-х годов проповедническая деятельность стала по существу неотъемлемой частью богослужения.
С 30 июля 1968 года — архиепископ Ивановский и Кинешемский. Это было наказанием за то, что владыка не только отказался снять свою подпись, но и оказался единственным епископом, который публично поддержал двух опальных священников — Николая Эшлимана и Глеба Якунина.
С 16 октября 1973 года — архиепископ Уфимский и Стерлитамакский (в ответ на неоднократные обращения «с просьбой переместить его из Ивановской епархии»).
Проявлял на кафедре немалую мужественность в защите духовенства, чем вызывал резкое недовольство властей.
По дороге на богослужение его вытащили из машины и избили до бессознательного состояния. Через несколько дней он умер.
Скончался 3 мая 1975 года в Великую Субботу. Похоронен на кладбище Дёмского района города Уфы.
Поскольку в завещании он просил похоронить его в Пензе, ученик и почитатель покойного архиепископ Пензенский и Саранский Серафим (Тихонов) совершил 24 августа 1996 года перезахоронение праха в ограде Пензенского кафедрального собора на Мироносицком кладбище.

## Сочинения
- Православное учение о религиозно-нравственном опыте, как источнике богопознания: Курс. соч. Л., 1956. Ч. 1-2
- Речь при наречении его во епископа // Журнал Московской Патриархии 1958. — № 7. — С. 20-24.
- Поучение о посте в Неделю сыропустную // Журнал Московской Патриархии. 1963. — № 2. — С. 48-50.
- Поучение в Неделю 19-ю по Пятидесятнице [о милосердии] // Журнал Московской Патриархии. 1964. — № 11. — С. 24-26.
- Проповедь в день Святителя и Чудотворца Николая // Журнал Московской Патриархии. 1965. — № 12. — С. 36-38.
- Поучение в Неделю о расслабленном // Журнал Московской Патриархии. 1968. — № 5. — С. 23-25.
- Преосвященный Иннокентий, епископ Пензенский и Саратовский // Журнал Московской Патриархии. 1969. — № 10. — С. 66-72
- В день праздника Преображения Господня // Журнал Московской Патриархии. 1971. — № 8. — С. 55-57.
- В День сошествия Святого Духа на апостолов // Журнал Московской Патриархии. 1972. — № 6. — С. 49-50.
- Проповедь в день Рождества Христова // Журнал Московской Патриархии. 1972. — № 12. — С. 33-34.
- Проповедь в день памяти святого пророка Божия Илии // Журнал Московской Патриархии. 1973. — № 7. — С. 37-39.
  - «Gottes heiliger Prophet Elia. Eine Betrachtung zu seinem Gedenktag» // Stimme der Orthodoxie, 1973. — № 8. — С. 17-20.
- В Неделю 29-ю по Пятидесятнице [О предостережении от лжи] // Журнал Московской Патриархии. 1974. — № 11. — С. 27-29.